# Seznam řeckých královen
Řecké královny byly ženy provdané za vládce Řeckého království během jejich vlády. Všichni panovníci moderního Řecka byli muži.
Řecké královny nesly titul královna Řeků a oslovení Veličenstvo. Následující královny byly manželkami králů moderního Řecka mezi lety 1836 a 1973:

## Řecká královna manželka

### Wittelsbachové(1832–1862)
| Portrét | Erb | Jméno              | Otec                                                     | Narození          | Sňatek             | Stala se královnou | Přestala být královnou                         | Smrt            | Manžel |
| ------- | --- | ------------------ | -------------------------------------------------------- | ----------------- | ------------------ | ------------------ | ---------------------------------------------- | --------------- | ------ |
|         |     | Amálie Oldenburská | August, velkovévoda z Oldenburku (Holštýnsko-Gottorpští) | 21. prosince 1818 | 22. listopadu 1836 | 22. listopadu 1836 | 23. října 186223. října 1862 manželovo svržení | 20. května 1875 | Ota    |

## Královny manželky Řeků

### Glücksburkové(1863–1973)
| Portrét                                  | Erb | Jméno                                                                                 | Otec                                                   | Narození        | Sňatek            | Stala se královnou                        | Přestala být královnou             | Smrt                             | Manžel         |
| ---------------------------------------- | --- | ------------------------------------------------------------------------------------- | ------------------------------------------------------ | --------------- | ----------------- | ----------------------------------------- | ---------------------------------- | -------------------------------- | -------------- |
|                                          |     | Olga Konstantinovna Ruská                                                             | Velkokníže Konstantin Nikolajevič Ruský (Romanovci)    | 3. září 1851    | 27. října 1867    | 27. října 1867                            | 18. března 1913 manželova vražda   | 18. června 1926                  | Jiří I.        |
|                                          |     | Sofie Pruská (poprvé)                                                                 | Fridrich III., německý císař (Hohenzollernové)         | 14. června 1870 | 27. října 1889    | 18. března 1913 manželův nástup na trůn   | 11. června 1917 manželova abdikace | 13. ledna 1932                   | Konstantin I.  |
|                                          |     | Aspasia Manuová (morganatická manželka, během vdovství jí byl udělen titul princezny) | Petros Manu (Manosovi)                                 | 4. září 1896    | 4. listopadu 1919 | 4. listopadu 1919                         | 25. října 1920 manželova smrt      | 7. srpna 1972                    | Alexandr       |
|                                          |     | Sofie Pruská (podruhé)                                                                | Fridrich III., německý císař (Hohenzollernové)         | 14. června 1870 | 27. října 1889    | 19. prosince 1920 manželův návrat na trůn | 27. září 1922 manželova abdikace   | 13. ledna 1932                   | Konstantin I.  |
|                                          |     | Alžběta Rumunská                                                                      | Ferdinand I. Rumunský (Hohenzollernsko-Sigmaringenští) | 12. října 1894  | 27. února 1921    | 27. září 1922 manželův nástup na trůn     | 25. března 1924 manželův exil      | 14. listopadu/15. listopadu 1956 | Jiří II.       |
| • Druhá Helénská republika (1924–1935) • |     |                                                                                       |                                                        |                 |                   |                                           |                                    |                                  |                |
|                                          |     | Alžběta Rumunská                                                                      | Ferdinand I. Rumunský (Hohenzollernsko-Sigmaringenští) | 12. října 1894  | 27. února 1921    | 25. března 1924 monarchie zrušena         | 6. července 1935 rozvod            | 14. listopadu/15. listopadu 1956 | Jiří II.       |
|                                          |     | Frederika Hannoverská                                                                 | Arnošt August III., vévoda z Brunšviku (Hannoverští)   | 18. dubna 1917  | 9. ledna 1938     | 1. dubna 1947 manželův nástup na trůn     | 6. března 1964 manželova smrt      | 6. února 1981                    | Pavel          |
|                                          |     | Anne-Marie Dánská                                                                     | Frederik IX. Dánský (Glücksburkové)                    | 30. srpna 1946  | 18. září 1964     | 18. září 1964                             | 1. června 1973 monarchie zrušena   |                                  | Konstantin II. |
| • Třetí Helénská republika (1973–) •     |     |                                                                                       |                                                        |                 |                   |                                           |                                    |                                  |                |
|                                          |     | Anne-Marie Dánská                                                                     | Frederik IX. Dánský (Glücksburkové)                    | 30. srpna 1946  | 18. září 1964     | 1. června 1973 monarchie zrušena          | 10. ledna 2023 manželova smrt      |                                  | Konstantin II. |

## Titulární řecké královny manželky

### Wittelsbachové(od roku 1862)
| Portrét | Jméno                          | Otec                                                              | Narození          | Sňatek             | Stala se královnou                        | Přestala být královnou           | Smrt              | Manžel                 |
| ------- | ------------------------------ | ----------------------------------------------------------------- | ----------------- | ------------------ | ----------------------------------------- | -------------------------------- | ----------------- | ---------------------- |
|         | Amálie Oldenburská             | August, velkovévoda z Oldenburku (Holštýnsko-Gottorpští)          | 21. prosince 1818 | 22. listopadu 1836 | 23. října 1862 manželovo svržení          | 26. července 1867 manželova smrt | 20. května 1875   | Ota                    |
|         | Gisela Rakouská                | František Josef I. Rakouský (Habsburko-Lotrinští)                 | 12. července 1856 | 20. dubna 1873     | 12. prosince 1912 manželův nástup na trůn | 28. září 1930 manželova smrt     | 27. července 1932 | Princ Leopold Bavorský |
|         | Bona Margherita Savojská       | Princ Tomáš, vévoda z Janova (Savojsko-Janovští)                  | 1. srpna 1896     | 8. ledna 1921      | 31. května 1943 manželův nástup na trůn   | 6. září 1969 manželova smrt      | 2. února 1971     | Konrád Bavorský        |
|         | Helena Khevenhüllersko-Metšská | Princ František Khevenhüllersko-Metšský (Khevenhüllersko-Metšští) | 4. dubna 1921     | 16. listopadu 1970 | 16. listopadu 1970                        | 1. ledna 1997 manželova smrt     | 25. prosince 2017 | Evžen Bavorský         |
| Sporné  |                                |                                                                   |                   |                    |                                           |                                  |                   |                        |

## Titulární královny manželky Řeků

### Glücksburkové(1924–1935)
| Portrét | Jméno            | Otec                                                   | Narození       | Sňatek         | Stala se královnou                | Přestala být královnou | Smrt               | Manžel   |
| ------- | ---------------- | ------------------------------------------------------ | -------------- | -------------- | --------------------------------- | ---------------------- | ------------------ | -------- |
|         | Alžběta Rumunská | Ferdinand I. Rumunský (Hohenzollernsko-Sigmaringenští) | 12. října 1894 | 27. února 1921 | 25. března 1922 manželovo svržení | 6. března 1922 rozvod  | 14. listopadu 1956 | Jiří II. |

### Glücksburkové(od roku 1973)
| Portrét | Jméno                   | Otec                                | Narození       | Sňatek           | Stala se královnou               | Přestala být královnou        | Smrt | Manžel         |
| ------- | ----------------------- | ----------------------------------- | -------------- | ---------------- | -------------------------------- | ----------------------------- | ---- | -------------- |
|         | Anne-Marie Dánská       | Frederik IX. Dánský (Glücksburkové) | 30. srpna 1946 | 18. září 1964    | 1. června 1973 manželovo svržení | 10. ledna 2023 manželova smrt |      | Konstantin II. |
|         | Marie-Chantal Millerová | Robert Warren Miller (Millerovi)    | 17. září 1968  | 1. července 1995 | 10. ledna 2023                   |                               |      | Pavlos         |